# Richard Ofori Antwi
Richard Ofori (Aburi, Ghana, 1 de noviembre de 1993) es un futbolista ghanés. Juega de portero y su equipo es el AmaZulu F. C. de la Premier Soccer League de Sudáfrica.

## Selección nacional
Ha sido internacional con la selección de fútbol de Ghana en 33 ocasiones.

### Participaciones en Copa Africana de Naciones
| Copa                           | Sede            | Resultado        |
| ------------------------------ | --------------- | ---------------- |
| Copa Africana de Naciones 2017 | Gabón           | 4.º puesto       |
| Copa Africana de Naciones 2019 | Egipto          | Octavos de final |
| Copa Africana de Naciones 2023 | Costa de Marfil | Primera fase     |

## Clubes
| Club                    | País      | Año       |
| ----------------------- | --------- | --------- |
| Wa All Stars            | Ghana     | 2013-2017 |
| Maritzburg United F. C. | Sudáfrica | 2017-2020 |
| Orlando Pirates F. C.   | Sudáfrica | 2020-2024 |
| AmaZulu F. C.           | Sudáfrica | 2024-     |

## Palmarés

### Títulos nacionales
| Título                | Club         | País  | Año  |
| --------------------- | ------------ | ----- | ---- |
| Liga Premier de Ghana | Wa All Stars | Ghana | 2016 |
| Supercopa de Ghana    | Wa All Stars | Ghana | 2017 |